# Secretul Mariei
Secretul Mariei este prima telenovelă românească, coprodusă de La Dolce Vita Productions și Intact Production, difuzată pe postul de televiziune Antena 1 în anul 2005.

## Povestea
Gemenele Maria și Lorena sunt identice, dar au personalități complet diferite, ceea ce le-a făcut să ajungă în puncte diametral opuse în viață. 
Lorena e căsătorită cu moștenitorul unui adevărat imperiu, Octavian Bărbulescu,  care o adoră și cu care are împreună un băiețel, Silviu, în vârstă de opt ani. Singurul lucru care pare să umbrească viața perfectă a Lorenei e soacra ei, Otilia,o femeie  cu multe relații, putere si poate cea mai bogata femeie de afaceri din București care locuiește cu tânăra familie Bărbulescu și își detestă nora. Mai mult, ea nu încetează să uneltească pentru a-l despărți pe Octavian de Lorena și pentru ca buna ei prietenă Ruxandra, fosta iubită a lui Octavian, să-i devină noră, așa cum Otilia consideră că ar fi trebuit să fie de la început. 
Cealaltă sora, Maria, este dansatoare de striptease într-un bar al cărui patron, Alecu, nu s-ar da în lături de la nicio josnicie pentru a o seduce. Maria are o viață dificilă, însă, in lumea sordidă în care trăiește, ea a reușit să-și păstreze bunătatea și căldura, în mare parte datorită celui mai bun prieten al ei, Remus, care o iubește mai mult decât orice pe lume și ar face orice pentru ea. Suferința provocată de pierderea, cu ani în urmă, a bărbatului iubit, Octavian, în favoarea surorii ei, ca și durerea pricinuită de distanța uriașă dintre ea și Lorena, nu au făcut decât să-i confere Mariei un aer nobil și misterios, considerat irezistibil de cei mai mulți dintre bărbații pe care îi întâlnește. 
O tragedie cumplită, survenită pe neașteptate va schimba complet destinele celor două surori și o va face pe Maria să descopere că viața Lorenei e departe de a fi perfectă, ci e plină de secrete și minciuni.
Otilia angajează un asasin, pentru a o ucide pe Lorena și a lasa cale libera Ruxandrei către Octavian ,  din păcate povestea se sfârșește cu moartea Lorenei (mai târziu aflându-se ca nu Otilia era vinovata). Maria  simte că se întâmplă ceva cu Lorena și merge la apartamentul închiriat de Șerban, (unde el și Lorena își consumau povestea de amor adultera) pentru a vorbi cu ea. O găsește însă moartă și hotărăște să afle cine a ucis-o, luându-i identitatea.

## Distribuția
- Ioan Isaiu - Octavian Bărbulescu
- Anemona Niculescu - Lorena Bărbulescu / Maria Tudorache
- Cristian Popa - Șerban Alexandrescu
- Olga Delia Mateescu - Otilia Bărbulescu
- Liviu Vârciu - Oliver Petrescu
- Dana Măgdici Crișan - Ruxandra Panait
- George Mihăiță - Alecu
- Toma Dănilă - Remus Petrescu
- Mircea Radu - Tudor
- Alina Profir - Crenguța
- Alexandru Chiru - Silviu Bărbulescu
- Irina Mohora - Irina
- Teodora Mocanu - Monica
- Viorel Păunescu - Lucian
- Ludmila Filip - Rodica
- Oana Sîrbu - Cristina
- Gheorghe Danilă - Comisarul
- Liviu Crăciun - Vladimir Bărbulescu
- Petrișor Stan - Mitu.
- Radu Zetu - Gabriel

## Alte informații
De-a lungul celor 115 episoade ale sale, difuzate în intervalul 2005-2006, serialul a înregistrat cote maxime de audiență. La realizarea lui a lucrat o echipă formată din profesioniști români de prima mână, alături de consultanți argentinieni de prestigiu. Serialul a fost realizat după un scenariu original argentinian, scris de scenaristul Claudio Lacelli, care l-a conceput special pentru piața românească.